# Eva Břízová
Eva Břízová (* 15. Mai 1942 in Lischnitz, Deutsches Reich, heute Teil von Tschechien) ist eine ehemalige tschechoslowakische Skilangläuferin.
Břízová, die für den Sokol Líšnice startete, wurde im Jahr 1961 tschechoslowakische Meisterin über 10 km und im Jahr 1963 über 5 km. Bei den Nordischen Skiweltmeisterschaften 1962 in Zakopane kam sie auf den 28. Platz über 10 km und auf den 27. Rang über 5 km. Bei ihrer einzigen Teilnahme an Olympischen Winterspielen im Februar 1964 in Innsbruck belegte sie den 29. Platz über 10 km, den 26. Rang über 5 km und zusammen mit den sechsten Platz zusammen mit Jarmila Škodová und Eva Paulusová in der Staffel.